# Don’t Care
Don’t Care – minialbum amerykańskiego zespołu deathmetalowego Obituary. Wydawnictwo ukazało się 26 lipca 1994 roku nakładem Roadrunner Records. Nagrania zostały zarejestrowane w Morrisound Recording w Tampie w stanie Floryda we współpracy z producentem muzycznym Scottem Burnsem podczas nagrywania albumu studyjnego World Demise.

## Lista utworów
Opracowano na podstawie materiału źródłowego.
1. „Don’t Care” – 3:12
2. „Solid State” – 4:39
3. „Killing Victim Found” – 5:05

## Twórcy
Opracowano na podstawie materiału źródłowego.

- John Tardy – śpiew
- Trevor Peres – gitara rytmiczna
- Allen West – gitara prowadząca
- Frank Watkins – gitara basowa
- Donald Tardy – perkusja
- Scott Burns – produkcja muzyczna, inżynieria dźwięku, miksowanie
- Michael Halsband – zdjęcia
- David „Big Shirt” Nicholls – inżynieria dźwięku, nagrywanie